# Gravity (canción de Raven-Symoné)
«Gravity» (en español «Gravedad») es una canción realizada por la cantante y actriz estadounidense Raven-Symoné, tomada de su film del 2006 For One Night.

## Información
La canción fue lanzada para promocionar la película y no tiene video. Habla sobre una chica que quiere hacer sus sueños realidad. Que existen corazones fríos y mentes cerradas que se ejecutan a través de la ignorancia. También de que el amor los hará más fuertes y serán liberados de la gravedad y sólo trabajando juntos podrán lograrlo.
La canción alcanzó el #1 en el Brasil Top Singles.

## Posiciones
| Listas                 | Posición |
| ---------------------- | -------- |
| Brasil Top 200 Singles | 1        |